# Post Human: Survival Horror
Post Human: Survival Horror es el cuarto EP de la banda británica Bring Me the Horizon siendo publicado el 30 de octubre de 2020. Fue precedido por cuatro sencillos: "Ludens", "Parasite Eve", "Obey" y "Teardrops". El EP fue producido por el líder Oliver Sykes, el tecladista Jordan Fish y Mick Gordon. Está destinado a ser el primero de una serie de cuatro proyectos lanzados por la banda bajo el nombre de Post Human. El lanzamiento recibió críticas generalmente positivas de los críticos, y algunos lo consideraron un regreso al sonido más pesado del material inicial de la banda.

## Antecedentes
El 20 de marzo de 2020, la banda anunció que estaban en un estudio en casa, escribiendo y grabando material para su octavo disco, que se esperaba que fuera un EP, y que parte del mismo sería coproducido por el compositor de videojuegos Mick Gordon. Después de jugar el videojuego Doom Eternal e inspirarse en la banda sonora de los juegos, el vocalista principal Oliver Sykes se puso en contacto con el compositor de los juegos, Mick Gordon, para que lo ayudara a producir la canción "Parasite Eve" y el EP en su conjunto. En agosto de 2020, el teclista de la banda, Jordan Fish, se burló de que la banda planeaba lanzar una serie de EP. Hablando sobre los EP, el teclista Fish declaró: "Cuando entremos en los otros EP, nos dará la oportunidad de atraer a otras personas que estén un poco más a la izquierda o un poco más fuera de la caja para nuestra banda".
El vocalista principal de la banda, Sykes, también declaró que lanzarían cuatro EPs bajo el nombre "Post Human", indicando: "Cada uno será totalmente diferente con su propio sonido y estado de ánimo", dijo. "Eso es algo que nunca hemos hecho realmente. A menudo ha habido un tema general en nuestros discos, pero la música siempre se ha sentido como un collage. Eso es genial y me gusta, pero a veces quieres una banda sonora para una ocasión determinada y emoción".
La banda anunció una gira por el Reino Unido en 2021 en apoyo del EP.

## Promoción y lanzamiento
El 6 de noviembre de 2019, la banda lanzó una nueva canción titulada "Ludens". Fue lanzado como parte de Death Stranding: Timefall, junto con la noticia de que la banda planea no volver a lanzar un álbum nunca más y en su lugar quiere lanzar EP en el futuro. El 25 de junio de 2020, la banda lanzó el segundo sencillo "Parasite Eve" junto con un video musical. Se esperaba su lanzamiento el 10 de junio de 2020, pero debido a las protestas de George Floyd y el movimiento Black Lives Matter, la canción se pospuso hasta el 25 de junio. Ese mismo día, la banda también anunció un nuevo proyecto en el que han estado trabajando titulado Post Human, que dijeron que serían cuatro EP lanzados durante el próximo año que combinados, harían un álbum.
El 2 de septiembre, la banda lanzó con el cantante inglés Yungblud un nuevo sencillo colaborativo "Obey" y su correspondiente video musical. El 14 de octubre, la banda anunció oficialmente a través de las redes sociales que Post Human: Survival Horror se lanzará el 30 de octubre de 2020.
El 22 de octubre se lanzó el cuarto sencillo "Teardrops" acompañado de un video musical

## Lista de canciones
Toda la música compuesta por Bring Me the Horizon. 
| Post Human: Survival Horror | |          |  |
| N.º                         | Título | Duración |  |
| 1.                          | «Dear Diary,» | 2:44     |  |
| 2.                          | «Parasite Eve» | 4:51     |  |
| 3.                          | «Teardrops» | 3:35     |  |
| 4.                          | «Obey» (con Yungblud)                                                                                                  | 3:40     |  |
| 5.                          | «Itch for the Cure (When Will We Be Free?)»                                                                            | 1:26     |  |
| 6.                          | «Kingslayer» (con Babymetal)                                                                                           | 3:38     |  |
| 7.                          | «1x1» (con Nova Twins)                                                                                                 | 3:29     |  |
| 8.                          | «Ludens» | 4:40     |  |
| 9.                          | «One Day the Only Butterflies Left Will Be in Your Chest as You March Towards Your Death» (con Amy Lee de Evanescence) | 4:03     |  |

## Créditos y personal
Créditos obtenidos de AllMusic.
Bring Me the Horizon
| - Oliver Sykes – voz - Lee Malia – guitarra líder - Matt Kean – bajo - Matt Nicholls – batería - Jordan Fish – teclados Músicos adicionales - Yungblud: voz (pista 4). - Babymetal: voces (pista 6). - Nova Twins: voz (pista 7). - Amy Lee: voz (pista 9). Personal adicional - Mick Gordon – Productor |

## Posicionamiento en listas
| Lista (2020-2021)                       | Mejor posición |
| --------------------------------------- | -------------- |
| Alemania (Offizielle Top 100)           | 52             |
| Australia (ARIA)                        | 2              |
| Austria (Ö3 Austria)                    | 15             |
| Bélgica (Ultratop flamenca)             | 18             |
| Bélgica (Ultratop valona)               | 88             |
| Canadá (Billboard Canadian Albums)      | 31             |
| Escocia (Scottish Albums Chart)         | 12             |
| España (PROMUSICAE)                     | 39             |
| Estados Unidos (Billboard 200)          | 46             |
| Estados Unidos (Top Alternative Albums) | 4              |
| Estados Unidos (Top Hard Rock Albums)   | 3              |
| Estados Unidos (Top Rock Albums)        | 8              |
| Finlandia (Suomen Virallinen Lista)     | 7              |
| Francia (SNEP)                          | 122            |
| Irlanda (OCC)                           | 31             |
| Italia (FIMI)                           | 98             |
| Noruega (VG-lista)                      | 28             |
| Nueva Zelanda (Recorded Music NZ)       | 19             |
| Países Bajos (Album Top 100)            | 63             |
| Reino Unido (UK Albums Chart)           | 1              |
| Suecia (Sverigetopplistan)              | 28             |
| Suiza (Schweizer Hitparade)             | 32             |

## Certificaciones
| País        | Organismo certificador | Certificación | Ventas certificadas | Ref.   |
| ----------- | ---------------------- | ------------- | ------------------- | ------ |
| Reino Unido | BPI                    | Plata         | 60 000              | [ 38 ] |